# التحالف الأمريكي الياباني

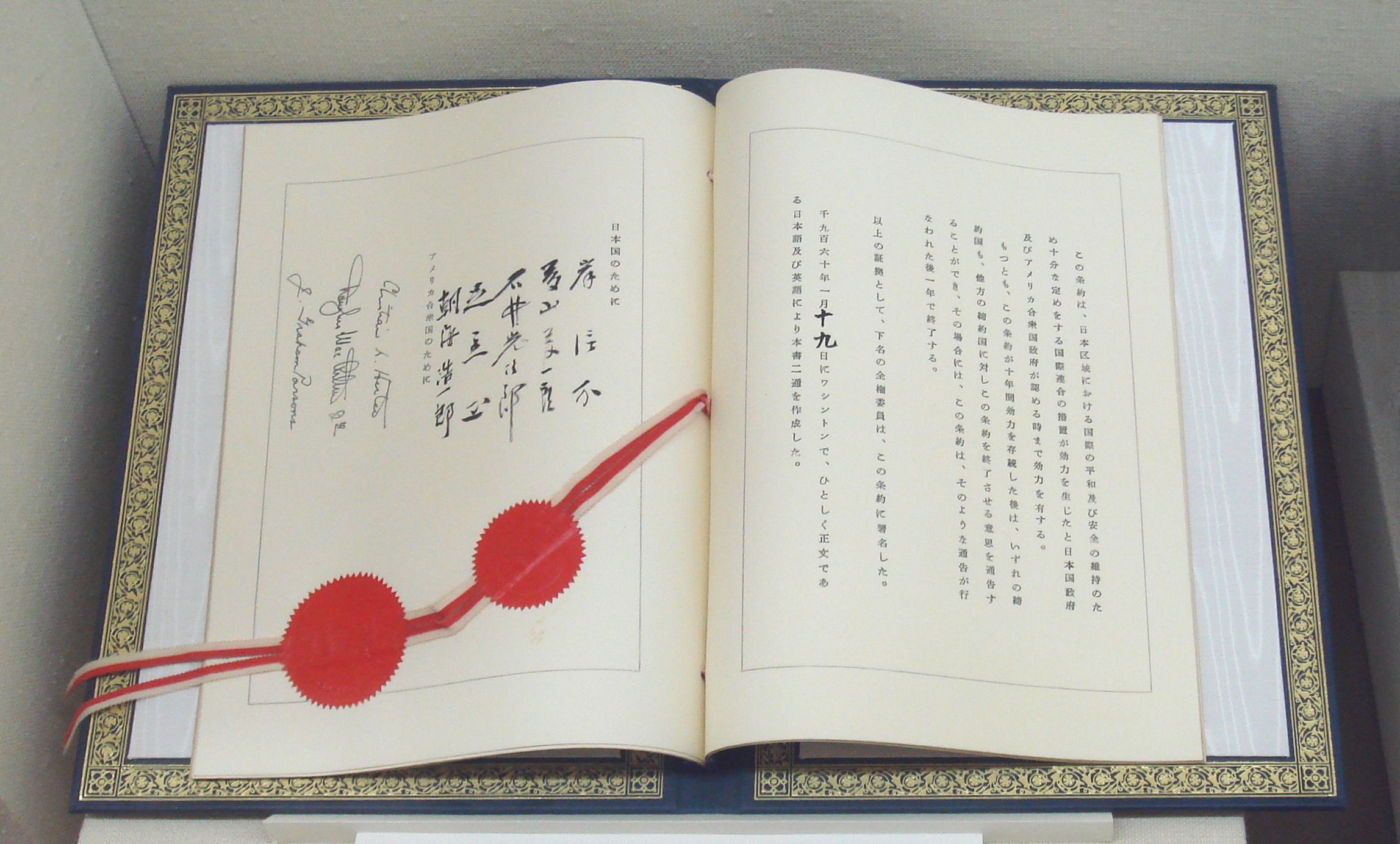
صفحة توقيع معاهدة التعاون المتبادل والأمن بين الولايات المتحدة واليابان (نسخة باللغة اليابانية)

التحالف الأمريكي الياباني هو تحالف عسكري بين اليابان والولايات المتحدة الأمريكية، كما هو منصوص عليه في معاهدة التعاون والأمن المتبادل بين الولايات المتحدة واليابان، التي وُقِّعت لأول مرة عام 1951، ودخلت حيز التنفيذ عام 1952، وعُدِّلت عام 1960. وقد دُوِّن التحالف أيضًا في سلسلة من الاتفاقيات "الإدارية"، واتفاقيات "وضع القوات"، والاتفاقيات السرية التي لم تخضع للمراجعة التشريعية في أي من البلدين.
بموجب شروط التحالف، تلتزم الولايات المتحدة بالدفاع عن اليابان في حال تعرضها لهجوم من قوة ثالثة، وفي المقابل تسمح اليابان بتمركز قوات عسكرية أمريكية على أراضيها، وتقدم "مبالغ تعاطف" كبيرة لتغطية تكاليف القواعد الأمريكية في اليابان. ويفوق عدد القوات العسكرية الأمريكية المتمركزة على الأراضي اليابانية عدد القوات في أي دولة أخرى غير الولايات المتحدة. عمليًا، يشمل الالتزام بالدفاع عن اليابان من الهجوم توسيع نطاق "المظلة النووية" الأمريكية لتشمل الجزر اليابانية.
كما تتقاسم الدولتان تكنولوجيا الدفاع على أساس محدود، وتعملان على ضمان التشغيل البيني لقواتهما العسكرية، وتشاركان بشكل متكرر في التدريبات العسكرية المشتركة.
على الرغم من أن المادة التاسعة من دستور اليابان تحظر على اليابان الاحتفاظ بقدرات عسكرية هجومية، إلا أن اليابان دعمت العمليات العسكرية الأميركية واسعة النطاق مثل حرب الخليج والحرب في أفغانستان  وحرب العراق بمساهمات مالية وإرسال قوات برية غير قتالية.

## تشكيل
فُرض التحالف الأمريكي الياباني على اليابان كشرط لإنهاء الاحتلال العسكري الذي قادته الولايات المتحدة لليابان (1945-1952). وُقِّعت معاهدة الأمن الأمريكية اليابانية الأصلية في 8 سبتمبر 1951، بالتزامن مع توقيع معاهدة سان فرانسيسكو للسلام التي أنهت الحرب العالمية الثانية في آسيا، ودخلت حيز التنفيذ تزامنًا مع انتهاء الاحتلال رسميًا في 28 أبريل 1952.
لم تتضمن معاهدة الأمن الأصلية تاريخ انتهاء محدد أو وسائل إلغائها، وسمحت باستخدام القوات الأمريكية المتمركزة في اليابان لأي غرض دون التشاور المسبق مع الحكومة اليابانية، وكانت تحتوي على بند يسمح على وجه التحديد للقوات الأمريكية بقمع الاحتجاجات المحلية في اليابان، ولم تلزم الولايات المتحدة بالدفاع عن اليابان إذا تعرضت اليابان لهجوم من قبل طرف ثالث.
وبما أن المعاهدة الأصلية كانت منحازة إلى حد كبير، فقد كانت هدفاً للاحتجاجات في اليابان طيلة الخمسينيات من القرن العشرين، وأبرزها احتجاجات "يوم العمال الدامي" في الأول من مايو عام 1952،  وكان القادة اليابانيون يتوسلون باستمرار إلى القادة الأميركيين لمراجعتها.

### عقيدة يوشيدا
كانت عقيدة يوشيدا استراتيجية اعتمدتها اليابان في عهد رئيس الوزراء شيجيرو يوشيدا، الذي شغل منصبه من عام 1948 إلى عام 1954. ركز على إعادة بناء الاقتصاد المحلي لليابان مع الاعتماد بشكل كبير على التحالف الأمني مع الولايات المتحدة. ظهرت عقيدة يوشيدا في عام 1951 وشكلت السياسة الخارجية اليابانية في القرن الحادي والعشرين. أولاً، اليابان متحالفة بقوة مع الولايات المتحدة في الحرب الباردة ضد الشيوعية. ثانيًا، تعتمد اليابان على القوة العسكرية الأمريكية وتحد من قواتها الدفاعية إلى الحد الأدنى. ثالثًا، تؤكد اليابان على الدبلوماسية الاقتصادية في شؤونها العالمية. قبلت الولايات المتحدة عقيدة يوشيدا؛ وقد صيغ المصطلح الفعلي في عام 1977. عزز هاياتو إيكيدا البعد الاقتصادي الذي شغل منصب وزير المالية ثم رئيس الوزراء. يجادل معظم المؤرخين بأن السياسة كانت حكيمة وناجحة، لكن أقلية تنتقدها باعتبارها ساذجة وغير مناسبة.

## احتجاجات مناهضة للقاعدة في اليابان في الخمسينيات
حتى بعد انتهاء الاحتلال عام 1952، أبقت الولايات المتحدة على أعداد كبيرة من القوات العسكرية على الأراضي اليابانية. في منتصف خمسينيات القرن العشرين، كان لا يزال هناك 260 ألف جندي في اليابان، يستخدمون 2824 منشأة في جميع أنحاء البلاد (باستثناء أوكيناوا)، ويحتلون مساحة إجمالية قدرها 1352 كيلومترًا مربعًا.
أدى العدد الكبير من القواعد والأفراد العسكريين الأميركيين إلى حدوث احتكاكات مع السكان المحليين وأدى إلى سلسلة من الاحتجاجات المناهضة للقواعد، بما في ذلك احتجاجات أوشينادا في الفترة من 1952 إلى 1953، ونضال سوناجاوا في الفترة من 1955 إلى 1957، وحادثة جيرارد في عام 1957.
ساعد الحجم والنطاق المتزايد لهذه الاضطرابات في إقناع إدارة الرئيس الأمريكي دوايت أيزنهاور بتقليص عدد القوات الأمريكية المتمركزة في البر الرئيسي لليابان بشكل كبير (مع الاحتفاظ بأعداد كبيرة من القوات في أوكيناوا المحتلة من قبل الولايات المتحدة) وإعادة التفاوض أخيرًا على شروط التحالف بين الولايات المتحدة واليابان.

## أزمة مراجعة المعاهدة عام 1960

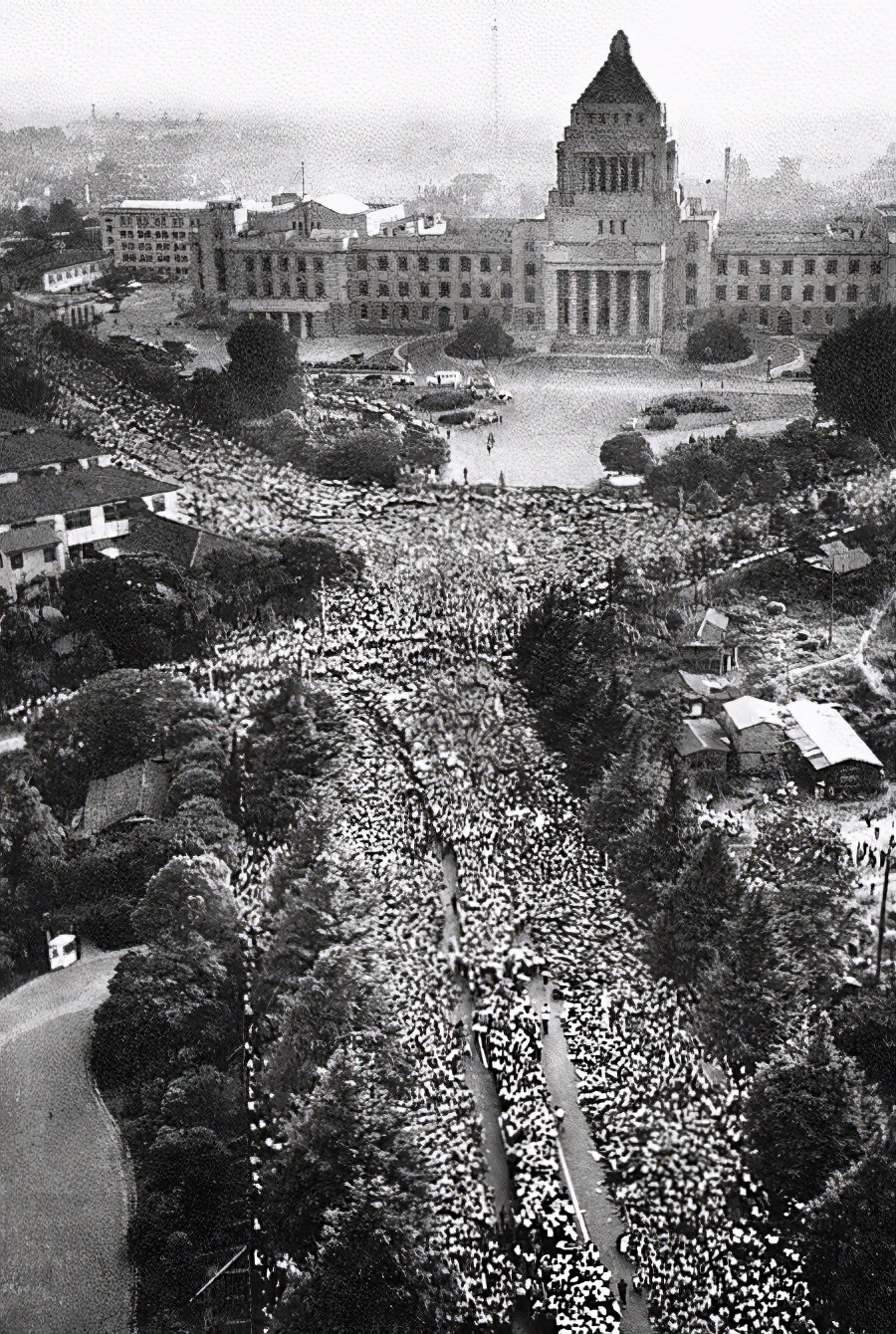
احتجاجات حاشدة ضد مراجعة معاهدة الأمن بين الولايات المتحدة واليابان، 18 يونيو 1960

في عام 1960، حاولت حكومة رئيس الوزراء الياباني نوبوسوكي كيشي تمرير معاهدة الأمن المعدلة من خلال البرلمان الياباني، ولكنها قوبلت باحتجاجات جماهيرية واسعة النطاق.
كانت المعاهدة المعدلة بمثابة تغيير كبير مقارنة بالمعاهدة الأصلية، حيث ألزمت الولايات المتحدة بالدفاع عن اليابان في حالة الهجوم، واشترطت التشاور المسبق مع الحكومة اليابانية قبل إرسال القوات الأمريكية المتمركزة في اليابان إلى الخارج، وإزالة البند الذي يجيز قمع الاضطرابات الداخلية مسبقًا، وتحديد فترة أولية مدتها 10 سنوات، وبعدها يمكن لأي من الطرفين إلغاء المعاهدة بإشعار مدته عام واحد.
ومع ذلك، فإن العديد من اليابانيين، وخاصة على اليسار، ولكن أيضا بعض من الوسط واليمين من الطيف السياسي، فضلوا رسم مسار أكثر حيادا في الحرب الباردة،  وبالتالي قرروا معارضة مراجعة المعاهدة كوسيلة للتعبير عن معارضتهم للتحالف بين الولايات المتحدة واليابان ككل.
وعندما فرض كيشي المعاهدة عبر البرلمان على الرغم من المعارضة الشعبية، تصاعدت الاحتجاجات بشكل كبير في الحجم، مما أجبر كيشي على الاستقالة وكذلك على إلغاء زيارة مخططة من قبل أيزنهاور إلى اليابان للاحتفال بالمعاهدة الجديدة، مما أدى إلى نقطة منخفضة في العلاقات بين الولايات المتحدة واليابان.
خلف كل من هاياتو إيكيدا وجون كينيدي كيشي وأيزنهاور على التوالي، وقد عملا على إصلاح الأضرار التي لحقت بالتحالف بين الولايات المتحدة واليابان. دفع كينيدي وسفيره الجديد إلى اليابان، إدوين رايشاور، بخطاب جديد حول "الشراكة المتساوية" وسعيا إلى وضع التحالف على أساس أكثر مساواة. كما عقد إيكيدا وكينيدي اجتماع قمة في واشنطن العاصمة في يونيو 1961، حيث وعد إيكيدا بتقديم دعم ياباني أكبر لسياسات الحرب الباردة الأمريكية، ووعد كينيدي بمعاملة اليابان كحليف موثوق به، على غرار الطريقة التي تعاملت بها الولايات المتحدة مع بريطانيا.

## الاتفاقيات السرية في الستينيات والسبعينيات
وفي محاولة لمنع حدوث نوع الأزمة التي صاحبت مراجعة معاهدة الأمن في عام 1960 مرة أخرى، وجد كل من القادة اليابانيين والأمريكيين أنه من الأكثر ملاءمة للمضي قدمًا في تغيير شروط التحالف بين الولايات المتحدة واليابان من خلال اللجوء إلى اتفاقيات سرية بدلاً من المراجعات الرسمية التي تتطلب موافقة تشريعية.
في أوائل الستينيات، تفاوض السفير رايشاور على اتفاقيات سرية سمحت الحكومة اليابانية بموجبها للسفن البحرية الأمريكية بحمل أسلحة نووية حتى أثناء مرورها بالقواعد اليابانية، كما سمحت أيضًا بإطلاق كميات محدودة من مياه الصرف الصحي المشعة في الموانئ اليابانية.
على نحو مماثل، كجزء من المفاوضات بشأن عودة أوكيناوا إلى اليابان في أواخر الستينيات، أبرم رئيس الوزراء الياباني إيساكو ساتو والرئيس الأمريكي ريتشارد نيكسون اتفاقًا سريًا مفاده أنه حتى بعد عودة أوكيناوا إلى السيطرة اليابانية، لا يزال بإمكان الولايات المتحدة إدخال الأسلحة النووية إلى القواعد الأمريكية في أوكيناوا في أوقات الطوارئ، وهو ما كان انتهاكًا لـ "المبادئ الثلاثة غير النووية" التي أعلنها ساتو علنًا.

## المشاركة اليابانية في حرب الخليج وحرب العراق
في عام 1990، طلبت الولايات المتحدة من حليفتها اليابان المساعدة في حرب الخليج. ومع ذلك، فإن التفسير الياباني آنذاك للدستور يحظر إرسال القوات العسكرية اليابانية إلى الخارج. وبناءً على ذلك، ساهمت اليابان بمبلغ 9 مليار دولار من الدعم النقدي.
في الفترة ما بين حرب الخليج وبداية حرب العراق في عام 2003، قامت الحكومة اليابانية بمراجعة تفسيرها للدستور، وبالتالي، خلال حرب العراق، تمكنت اليابان من إرسال قوات برية غير قتالية في دور الدعم اللوجستي لدعم العمليات الأميركية في العراق.

## وجهات النظر الحالية حول التحالف بين الولايات المتحدة واليابان في اليابان
على الرغم من أن النظرة السائدة تجاه التحالف الأمريكي الياباني كانت سلبية في اليابان عند تشكيله في خمسينيات القرن الماضي، إلا أن قبوله ازداد مع مرور الوقت. ووفقًا لاستطلاع رأي أُجري عام 2007، أعرب 73.4% من المواطنين اليابانيين عن تقديرهم للتحالف الأمريكي الياباني ورحبوا بوجود القوات الأمريكية في اليابان.
ومع ذلك، فإن إحدى المناطق التي لا يزال فيها العداء تجاه التحالف مرتفعًا هي أوكيناوا، التي تضم عددًا أكبر بكثير من القواعد الأمريكية مقارنة بأجزاء أخرى من اليابان، وحيث لا يزال نشاط الاحتجاج ضد التحالف قويًا. أوكيناوا، وهي جزيرة صغيرة نسبيًا، هي موطن لـ 32 قاعدة عسكرية أمريكية منفصلة تشكل 74.7٪ من القواعد في اليابان، مع احتلال ما يقرب من 20٪ من أراضي أوكيناوا للقواعد. بعد نهاية الحرب الباردة، أصبحت اليابان الدولة التي تضم أكبر عدد من القوات الأمريكية خارج الولايات المتحدة، حوالي 55000 في عام 2021. تخضع القوات الأمريكية في اليابان لقيادة القوات الأمريكية في اليابان.
اجتمع رؤساء الدفاع والدبلوماسيون اليابانيون والأمريكيون في طوكيو في 28 يوليو 2024 لتعزيز التعاون العسكري وإنتاج الصواريخ وسط تهديدات متزايدة من الصين. وأكدوا مجددًا تحالفهم وتناولوا المخاوف الأمنية الإقليمية المتعلقة بالصين وكوريا الشمالية. في يناير 2025، تعهد كلٌ من شيجيرو إيشيبا من اليابان، وبونج بونج ماركوس من الفلبين، وجو بايدن من الولايات المتحدة بتعزيز اتفاقياتهم الثلاثية نظرًا لتصاعد التوترات في مياه آسيا. واتفقوا على تعزيز التعاون الاقتصادي والتكنولوجي. وفي البيت الأبيض، ناقش القادة الثلاثة "السلوك الخطير وغير القانوني للصين في بحر الصين الجنوبي".

## قراءة إضافية
- هوك، جلين د. وآخرون. العلاقات الدولية لليابان: السياسة والاقتصاد والأمن (2011) مقتطف
- ماتراي، جيمس الأول المحرر شرق آسيا والولايات المتحدة: موسوعة العلاقات منذ عام 1784 (مجلدان. جرينوود، 2002). مقتطف من المجلد الثاني
- معهد ناكاسوني للسلام. تحرير: تحالف الأمل الياباني الأمريكي: الأمن البحري في منطقة آسيا والمحيط الهادئ (مؤسسة صناعة النشر اليابانية للثقافة، ٢٠٢٠).
- ساكاموتو، كازويا. روابط التحالف الياباني الأمريكي: معاهدة الأمن اليابانية الأمريكية والسعي إلى التبادلية (مؤسسة صناعة النشر اليابانية للثقافة، ٢٠٢٢).